# TAM Transportes Aéreos Regionais Flight 402
TAM Transportes Aéreos Regionais Flight 402 var en planlagt indenrigsflyvning fra Congonhas-São Paulo International Lufthavn i São Paulo, Brasilien til Recife International Airport i Recife via Santos Dumont Lufthavn i Rio de Janeiro. Den 31. oktober 1996 kl. 08:27 ændrede flyets styrbordsmotor udstødningsretning, mens flyet var ved at lette fra startbanen. Flyet svingede og rullede ud af kontrol til højre og ramte derefter to bygninger og styrtede ned i flere huse i et tætbefolket område kun 25 sekunder efter start. Alle 95 personer ombord samt de to piloter og 4 andre personer på jorden blev dræbt. Dette er den fjerdemest dødbringende ulykke i den brasilianske luftfartshistorie.